# Робеилис Пеинадо
Робеилис Марилеи Пеинадо Мендез (шп. Robeilys Mariley Peinado Méndez; Каракас, 26. новембар 1997.) венецуеланска је атлетичарка чија је специјалност скок с мотком. Освојила је бронзану медаљу на Светском првенству у Лондону 2017.
Пеинадо је почела као гимнастичарка, али је прешла на скок с мотком са 12 година пошто је постала превисока за гимнастику.

## Међународна такмичења
| Година                   | Такмичење                          | Место                        | Позиција                 | Дисциплина               | Резултат                 | Белешка                  |
| Представљајући Венецуелу | Представљајући Венецуелу           | Представљајући Венецуелу     | Представљајући Венецуелу | Представљајући Венецуелу | Представљајући Венецуелу | Представљајући Венецуелу |
| ------------------------ | ---------------------------------- | ---------------------------- | ------------------------ | ------------------------ | ------------------------ | ------------------------ |
| 2013                     | Светско првенство за млађе јуниоре | Доњецк, Украјина             | 1.                       | Скок мотком              | 4.25 м                   |                          |
| 2014                     | Јужноамеричке игре                 | Сантјаго, Чиле               | 2.                       | Скок мотком              | 4.20 м                   |                          |
| 2014                     | Светско првенство за јуниоре       | Јуџин, САД                   | –                        | Скок мотком              | Без пласмана             |                          |
| 2014                     | Олимпијске игре младих             | Нанкинг, Кина                | 2.                       | Скок мотком              | 4.10 м                   |                          |
| 2015                     | Јужноамеричко првенство            | Лима, Перу                   | 1.                       | Скок мотком              | 4.35 м                   |                          |
| 2015                     | Панамеричке игре                   | Торонто, Канада              | 6.                       | Скок мотком              | 4.40 м                   |                          |
| 2015                     | Светско првенство                  | Пекинг, Кина                 | 23.                      | Скок мотком              | 4.30 м                   |                          |
| 2016                     | Светско првенство за јуниоре       | Бидгошч, Пољска              | 2.                       | Скок мотком              | 4.40 м                   |                          |
| 2017                     | Јужноамеричко првенство            | Асунсион, Парагвај           | 1.                       | Скок мотком              | 4.50 м                   |                          |
| 2017                     | Светско првенство                  | Лондон, Уједињено Краљевство | 3.                       | Скок мотком              | 4.65 м                   |                          |
| 2018                     | Јужноамеричке игре                 | Кочабамба, Боливија          | 1.                       | Скок мотком              | 4.70 м                   |                          |
| 2019                     | Јужноамеричко првенство            | Лима, Перу                   | 1.                       | Скок мотком              | 4.56 м                   |                          |
| 2019                     | Панамеричке игре                   | Лима, Перу                   | 5.                       | Скок мотком              | 4.55 м                   |                          |
| 2019                     | Светско првенство                  | Доха, Катар                  | 7.                       | Скок мотком              | 4.70 м                   |                          |
| 2021                     | Олимпијске игре                    | Токио, Јапан                 | 8.                       | Скок мотком              | 4.50 м                   |                          |
| 2022                     | Јужноамеричке игре                 | Асунсион, Парагвај           | 1.                       | Скок мотком              | 4.20 м                   |                          |
| 2023                     | Јужноамеричко првенство            | Сао Паоло, Бразил            | 2.                       | Скок мотком              | 4.50 м                   |                          |
| 2023                     | Светско првенство                  | Будимпешта, Мађарска         | 8.                       | Скок мотком              | 4.65 м                   |                          |
| 2023                     | Панамеричке игре                   | Сантјаго, Чиле               | 2.                       | Скок мотком              | 4.55 м                   |                          |
| 2024                     | Олимпијске игре                    | Париз, Француска             | 10.                      | Скок мотком              | 4.60 м                   |                          |